# ۶۱۰ (خورشیدی)
۶۱۰ ششصد و دهمین سال هجری خورشیدی است.